# Pere Salas i Vives
Pere Salas i Vives (Pollença, Mallorca, 1963) és un historiador mallorquí especialitzat en l'estudi del procés de creació i formació de l'Estat i les seves repercussions.
Salas es doctorà el 1995 en Història amb la tesi Les estructures del poder local a la Mallorca rural (1855-1898) a la Universitat de les Illes Balears (UIB). Professor Titular del departament d'Història de la UIB des del 1997, actualment és Vicedegà del Grau d'Història. S'ha especialitzat en l'estudi del procés de creació i formació de l'Estat i les seves repercussions en diversos àmbits, com és ara el poder local i el procés de nacionalització, la sanitat i medicalització de la societat durant el segle xix; o la militarització, control social i reducció de la violència que ha experimentat la societat mallorquina des del segle xvii fins a l'actualitat.
Ha participat en congressos d'àmbit nacional i internacional i ha publicat els seus treballs a revistes especialitzades, com són Historia Social, Ayer, Estudios de Historia Agraria, Hispania, BSAL, Medical History, Investigaciones de Historia Económica o Journal of Historical Sociology. Els seus darrers llibres són L'espanyolització de Mallorca (2020), guardonat amb el premi Miquel dels Sant Oliver dels premis 31 de Desembre de l'Obra Cultural Balear (OCB) el 2020; Les epidèmies a les Illes Balears (conjuntament amb Joana M. Pujadas) i Un compromís centenari (2021).